# Striped Hill
Striped Hill är en kulle i Antarktis. Den ligger i Västantarktis. Argentina, Chile och Storbritannien gör anspråk på området. Toppen på Striped Hill är 90 meter över havet.
Terrängen runt Striped Hill är huvudsakligen kuperad, men åt nordost är den platt. Havet är nära Striped Hill åt sydost. Trakten är glest befolkad. Närmaste befolkade plats är Mendel Polar Station, 15,8 kilometer söder om Striped Hill. 